# Distretto di Łuków
Il distretto di Łuków (in polacco powiat łukowski) è un distretto polacco appartenente al voivodato di Lublino.

## Geografia antropica

### Suddivisioni amministrative
Il distretto comprende 11 comuni.
- Comuni urbani: Łuków, Stoczek Łukowski
- Comuni rurali: Adamów, Krzywda, Łuków, Serokomla, Stanin, Stoczek Łukowski, Trzebieszów, Wojcieszków, Wola Mysłowska